# Новінка (гміна Домброва-Білостоцька)
Новінка (пол. Nowinka) — село в Польщі, у гміні Домброва-Білостоцька Сокульського повіту Підляського воєводства.
Населення — 40 осіб (2011).
У 1975-1998 роках село належало до Білостоцького воєводства.

## Демографія
Демографічна структура станом на 31 березня 2011 року:
|          | Загалом | Допрацездатний вік | Працездатний вік | Постпрацездатний вік |
| -------- | ------- | ------------------ | ---------------- | -------------------- |
| Чоловіки | 23      | 3                  | 14               | 6                    |
| Жінки    | 17      | 4                  | 8                | 5                    |
| Разом    | 40      | 7                  | 22               | 11                   |